# 茂名市体育中心
茂名市体育中心位于广东省茂名市茂南区油城四路南侧，西临小东江，是茂名市中心城区最大的公共体育场所，1984年动工兴建，1991年基本建成，占地面积108422平方米（约162亩），设有体育馆、体育场、全民健身广场等，由茂名市体育场馆服务中心管理。为举办2026年广东省第十七届运动会，茂名市体育中心在2023年9月25日正式围蔽清拆，进行改造升级。

## 设施

### 茂名体育馆
1991年7月28日落成，总投资1900多万元人民币，建筑面积10560平方米，设有3750个座位，可举行室内球类比赛或户内演出。

### 体育场
为标准露天田径运动场（足球场），设有400米标准田径跑道及临时看台2500个座位，可举行田径、足球赛事或户外演出。

### 全民健身广场
设有篮球场、羽毛球场、网球场、游泳场等。

### 书目
- 茂名市地名委员会; 茂名市国土局.  第一版. 广州: 广东省地图出版社. 1994. ISBN 7-80522-237-1. OCLC 299623966.